# Waibelhube (Ruppertshofen)
Die Waibelhube (auch: Weibelhube) war ursprünglich eine Gerichtsgenossenschaft freier Bauern und Güter, deren Gericht in Ruppertshofen lag, und später eine Herrschaft der Schenken von Limpurg (14. bis 18. Jahrhundert) beziehungsweise der Herzöge von Württemberg (18. und Anfang 19. Jahrhundert). Sie wurde im 14. Jahrhundert auch als Waibelhube ob Gmünd bezeichnet.

## Name
Eine Waibelhube ist die Hube (Hof) eines Waibels (Gerichtsboten bzw. -dieners). Diese Bezeichnung wurde auf den ganzen Bezirk übertragen.

## Umfang

Gerichtsurkunde 1483

Die Waibelhube war kein geschlossenes Gebiet, sondern umfasste 1410 neben einigen Einzelstücken etwa 70 größere und kleinere Güter. Ihr Hauptort war Ruppertshofen, wo unter Vorsitz eines herrschaftlichen Vogtes das Gericht der Waibelhube, ein bäuerliches Niedergericht, abgehalten wurde. Eine Gerichtsurkunde des Gerichts zu Ruppertshofen in der Waibelhub vom 15. März 1483 ist im Spitalarchiv des Stadtarchivs Schwäbisch Gmünd erhalten geblieben.
Die Güter lagen innerhalb eines Gebiets, das durch die Eckpunkte Kleindeinbach, Hinterlintal, Waldmannshofen (am Rand des Kochertals), Oberböbingen und Oberbettringen umschrieben werden kann. Mehr als drei Waibelhubegüter lagen 1410 nur in den Orten Ruppertshofen (12), Durlangen (12), Lindach (8), Mutlangen (4) und Vellbach (bei Eschach) (4).

## Geschichte
Ob es sich um Reste der Grafschafts-Gerichtsbarkeit über freie Leute (vergleichbar den Freien der Leutkircher Heide) handelt oder um sogenannte „Rodungsfreie“, lässt sich nicht eindeutig klären, aber da sich das Konzept „Rodungsfreiheit“ als nicht hinreichend quellenmäßig belegt erwiesen hat, dürfte die erste Möglichkeit vorzuziehen sein.
Erstmals wird die Waibelhube 1344 im (im Zweiten Weltkrieg zerstörten) ältesten württembergischen Lehenbuch erwähnt: „Item her Johan von Rechberg von Betringen hat ze lehen die frien guot, die in die Weibelhuobe gehörnt, vnd die lüt, die da heizzent die Frien lüte“. Die Waibelhube fasste also freie Güter und freie Leute zusammen. Um 1369 empfing Wilhelm von Rechberg von Grüningen als Lehen die Waibelhube ob Gmünd, das Gericht zu Ruppertshofen und das halbe Gericht zu Lindach. Ein Verkauf der Waibelhube durch Wilhelm von Rechberg 1377 an Limpurg kam tatsächlich 1410 zustande. Als Abgaben der Güter erscheinen in der Urkunde von 1410 überwiegend: Freie Steuer, Weinsteuer und Lämmer. In der Folgezeit wurde die Waibelhube als limpurgische Herrschaft aufgefasst; die Sonderstellung der freien Leute ging verloren.
Im Bauernkrieg 1525 erscheinen im Geständnis des Wolfgang Kirschenesser die „Waibelhubischen bawrn“ als eigene Gruppe.
1557 kam es zu einem größeren Tausch zwischen Limpurg und der Reichsstadt Schwäbisch Gmünd, nachdem 1556 der Herzog von Württemberg als Lehensherr zugestimmt hatte. Güter südlich der Lein, die das Territorium der Stadt abrundeten, wurden aus der Waibelhube entlassen, darunter über zehn Güter zu Durlangen, während Limpurg sich Gmünder Güter etwa zu Ruppertshofen einverleiben konnte.
1612 umfasste das limpurgische Amt Waibelhube Besitz in den Orten Ruppertshofen, Vellbach, Hönig und Hinterlintal, wozu noch vier Höfe kamen.

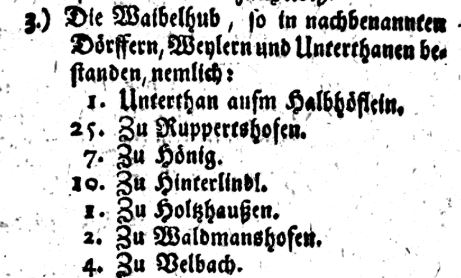
Bestand 1718

Mit dem Tod des letzten Erbschenken Vollrat 1713 fiel das Lehen heim an Württemberg. Nach einer Aufstellung von 1718 umfasste die Waibelhube 50 Untertanen. Am 13. November 1718 schenkte Herzog Eberhard Ludwig von Württemberg seiner Geliebten, der Gräfin Wilhelmine von Grävenitz, den Flecken Welzheim, die Waibelhube und Oberlaimbach bei Scheinfeld in Franken, womit die Waibelhube aus dem württembergischen Staatsverband ausschied. 1726 trug sie die Herrschaft Welzheim mit der Waibelhube Württemberg als Lehen auf und wurde damit belehnt. Die Herrschaft wurde 1726 der Grafenbank des Fränkischen Reichskreises einverleibt. Der Bruder Friedrich Wilhelm von Grävenitz wurde auf dem Kreiskonvent zu Nürnberg am 25. August 1727 als ein Reichsstand von Franken aufgenommen. Das Ende dieser Episode kam mit der württembergischen Besitzergreifung am 15./16. März 1735. Die Herrschaft wurde dem Kammerschreibereiamt (Hofdomänen-Kammer) eingegliedert.
Nach einer Aufstellung von 1769 bestand das Kammerschreibereiamt Welzheim aus dem Dorf Ruppertshofen, den Weilern Höldis, Hinterlintal, Hönig und Velbach, drei Höfen in Waldmannshofen und sieben Einzelhöfen mit insgesamt knapp 500 Einwohnern. Im Herzoglich-wirtembergisches Adreß-Buch auf das Jahr 1786 erscheint das „Welzheimer Amt. Die Weibelhueb genannt“ mit einem „Amtsverweser der ganzen Weibelhueb zu Rupertshofen“. Das Oberamt Welzheim mit der Waibelhub wurde durch Tausch am 11. März 1807 an die Oberfinanzkammer abgetreten, und am 2. Juli 1807 mit dem Kloster-Oberamt Lorch vereinigt. Es wurde dann aber das Amt Waibelhube, Höldis ausgenommen, an das Oberamt Gaildorf abgegeben. Nach dem Staatshandbuch 1807/08 gehörte die Schultheißerei Ruppertshofen vorübergehend zum Oberamt Gmünd.
Noch im 19. Jahrhundert führte die Familie von Graevenitz den Titel: Freiherren „von Welzheim, Waibelhueb und Ober-Limbach“.
Unter Beibehaltung des Namens Waibelhube verblieb nach 1718 ein Teil der bisherigen Herrschaft als Eigengut den sogenannten Limpurgischen Allodialerben und kam 1774 an den Anteil der Grafen Pückler. 1790 gab es im Hauptort Ruppertshofen 61 limpurgische und 60 württembergische Einwohner. Dieser limpurgische Besitz kam 1806 an Württemberg.

## Gedenkstein

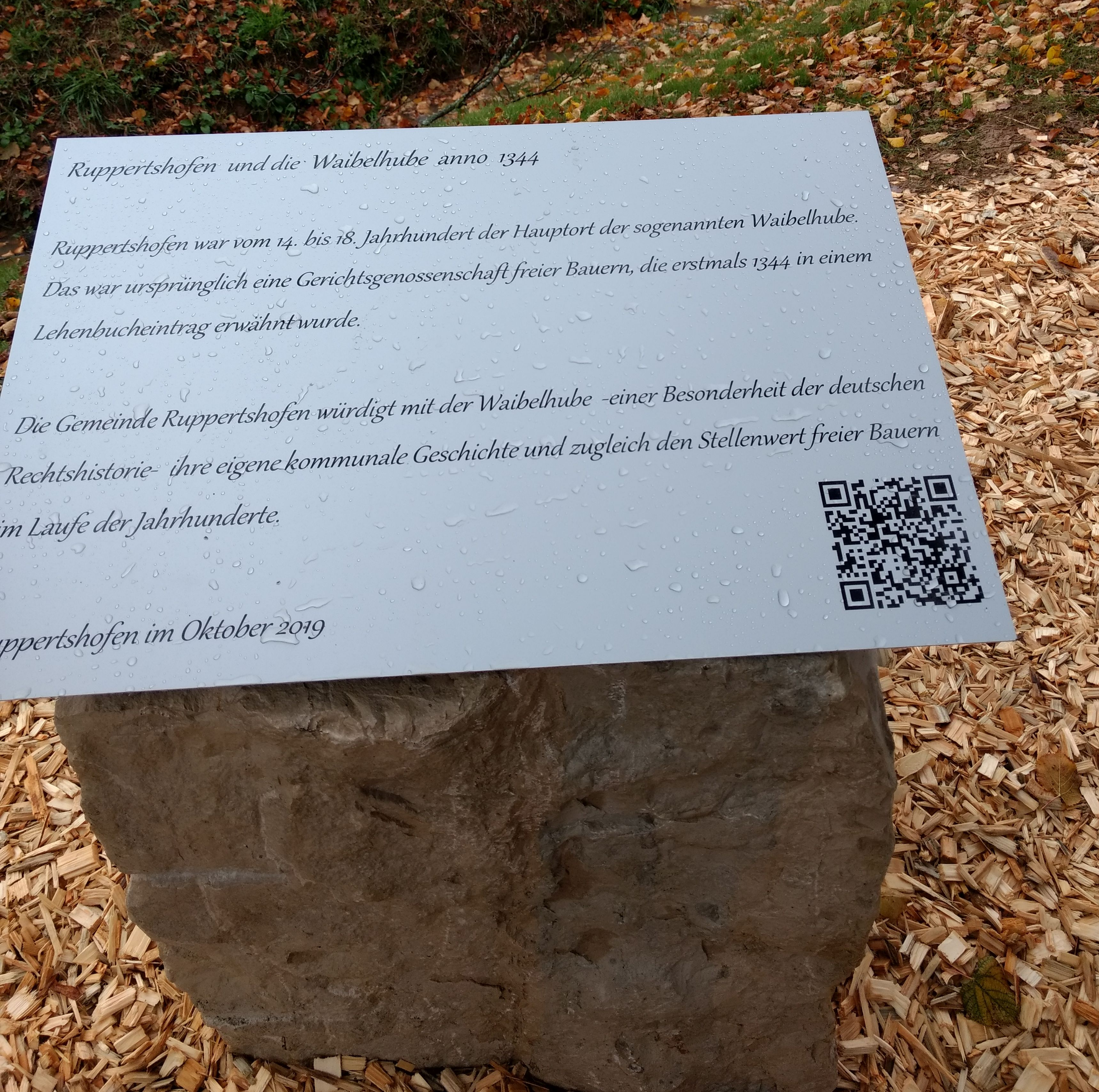
Gedenkstein

An einer Linde außerhalb von Ruppertshofen wurde am 18. Oktober 2019 ein Gedenkstein für die Waibelhube eingeweiht, der mit seinem QR-Code auf den Wikipedia-Artikel verweist.